# M-72 (motocykl)
M-72 – radziecki ciężki motocykl, przystosowany do użytku w wojsku, standardowo sprzężony z wózkiem bocznym. Stanowił kopię niemieckiego motocykla BMW R 71, produkowany był przez kilka zakładów od 1941 roku.

## Historia
W 1939 Niemcy i ZSRR podpisały porozumienie, które weszło do historii jako Pakt Ribbentrop-Mołotow. W jego ramach Niemcy zobowiązali się, w zamian za dostawy surowców, wesprzeć technologicznie przemysł radziecki. Efektem tego był m.in. motocykl M-72, stanowiący zmodyfikowana kopię niemieckiego ciężkiego motocykla BMW R-71. Istnieją jednak dwie wersje odnośnie do jego powstania. Często spotyka się informacje, że dokumentacja techniczna tego motocykla była przekazana przez Niemcy w ramach pomocy technicznej dla ZSRR.
Według natomiast części literatury, M-72 był bezlicencyjną kopią BMW R-71, których kilka egzemplarzy zostało zakupionych w Niemczech w 1940 roku. Dowództwo Armii Czerwonej postanowiło przyjąć ten motocykl na uzbrojenie, po czym podjęto starania dotyczące szybkiego wdrożenia go do masowej produkcji. Prace nad skopiowaniem konstrukcji rozpoczęto w tym samym roku w biurze konstrukcyjnym zorganizowanym na bazie moskiewskiej fabryki „Iskra”, pod kierownictwem N. Sierdiukowa, który przed wojną odbył staż w fabryce BMW. Dokumentacją i wdrożeniem do produkcji silnika zajmowały się moskiewskie zakłady ZiS, a skrzyni biegów - zakłady KIM. Wiosną 1941 zaprezentowano prototypy M72, które zostały zaakceptowane na uzbrojenie Armii Czerwonej. Produkcję uruchomiono w fabryce MMZ (Moskowskij Motocykletnyj Zawod, Moskiewskie Zakłady Motocyklowe) – byłej fabryce rowerów w Moskwie, która w sierpniu 1941 przekazała pierwsze motocykle armii. Przygotowywano się do uruchomienia produkcji w fabryce „Sierp i Mołot” w Charkowie (ChMZ) oraz „Promet” w Leningradzie (ŁMZ), lecz nie uruchomiono jej przed ewakuacją fabryk. Produkcję M-72 uruchomiono następnie pod koniec 1941 w Gorkim w dawnej fabryce „Krasnaja Etna”, do której ewakuowano oprzyrządowanie fabryk motocykli w Charkowie i Leningradzie i przekształcono ją w GMZ (Gorkowskij Motocykletnyj Zawod). Po ewakuacji fabryki MMZ i kilku innych z Moskwy do Irbitu, w tym mieście powstała fabryka motocykli IMZ, która pierwsze motocykle dostarczyła wojsku 25 lutego 1942. W 1942 roku ogółem dostarczyła ona wojsku 1587 motocykli M-72. Były one używane przez cały okres wojny w jednostkach Armii Radzieckiej. Na wózkach często był montowany karabin maszynowy DP kalibru 7,62 mm.

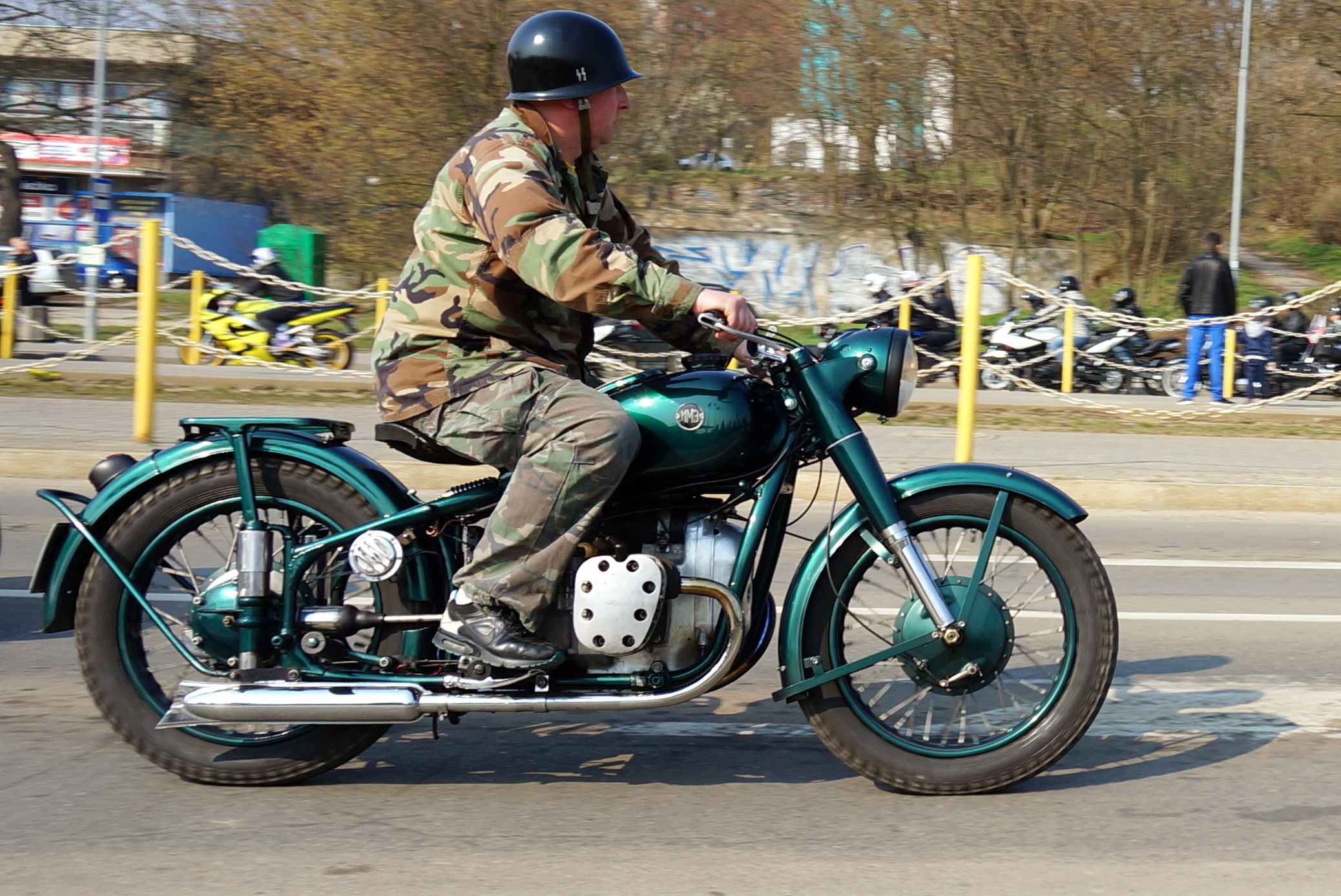
IMZ z Irbickich Zakładów Motoryzacyjnych

W późniejszym okresie produkcję M-72 rozszerzono też na inne zakłady. Do końca wojny wyprodukowano prawie 10.000 M-72. Po II wojnie światowej produkowano je nadal w IMZ dla wojska i różnych służb, a od 1954 były oferowane także w innej gamie kolorystycznej na rynek cywilny. W 1949 produkcję M-72 zakończono w GMZ, przenosząc oprzyrządowanie do Kijowskiej fabryki Motocykli (KMZ), gdzie produkowano je od 1952, wypuszczając w 1956 zmodernizowany model na rynek cywilny M-72N. Zmodernizowany model IMZ M-72M pozostawał w produkcji od 1955 do 1961. Ogółem wyprodukowano od 400 000 do 450 000 egzemplarzy wszystkich wersji motocykli M-72. Rozwinięciem M-72 w IMZ stał się M-61 i motocykle Ural, a w KMZ - K-750 i motocykle Dniepr.

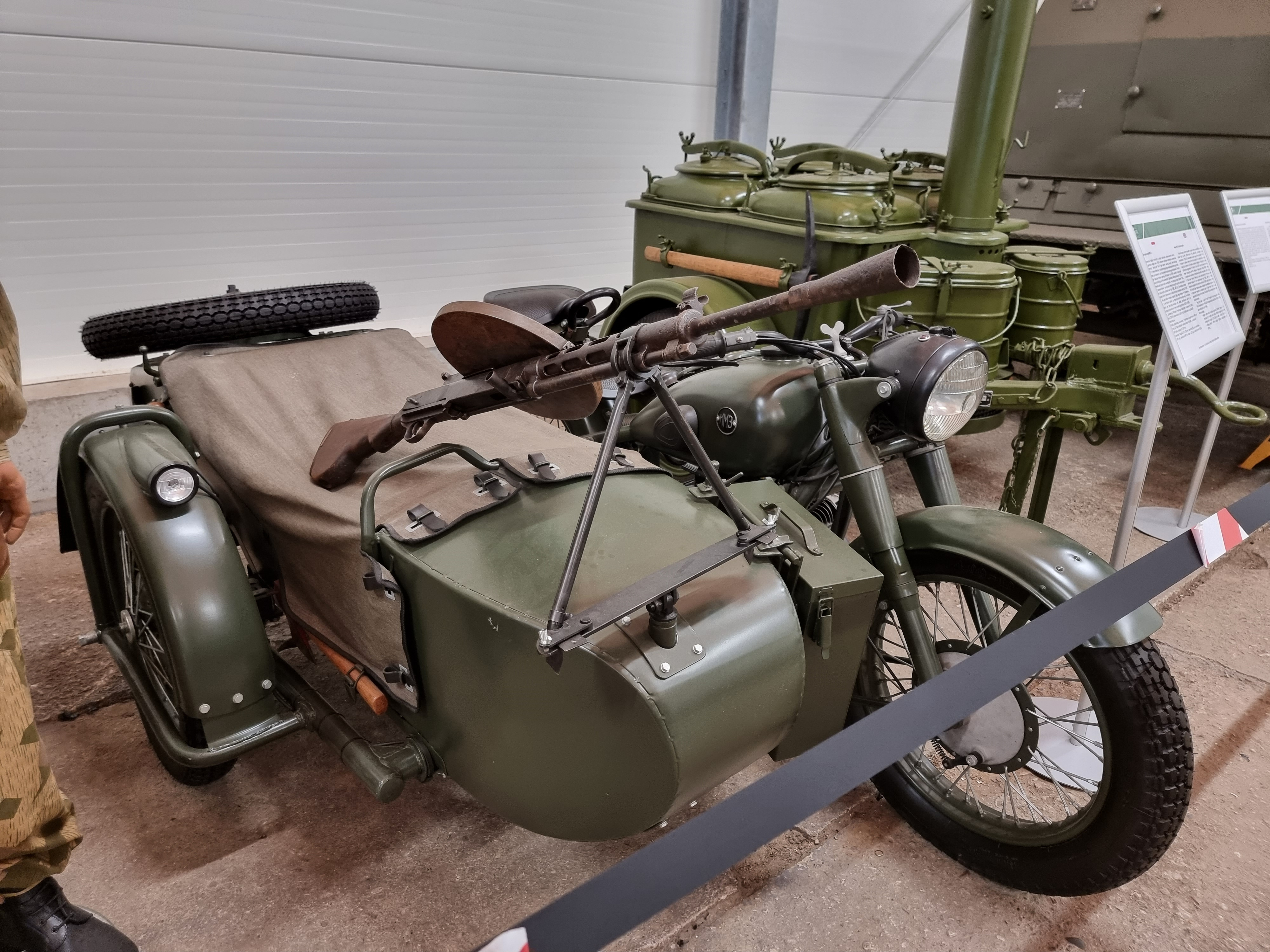
M-72 z koszem i karabinem maszynowym Diegtiariowa na ekspozycji w Parku Militarnym Muzeum Wojska w Białymstoku

W wyposażeniu ludowego Wojska Polskiego motocykle M-72 znalazły się w latach 1945 - 1947. Początkowo występowały w niewielkich ilościach. Większe dostawy trafiły do Polski dopiero na przełomie lat 40 i 50 XX w. Były one kontynuowane przez całe lata 50. Motocykle stopniowo wycofywano z użytku na przełomie lat 70 i 80 XX w. Do zadań łącznikowych i patrolowych w służbie pozostały motocykle lekkie. Zadania rozpoznawcze przejęły opancerzone samochody rozpoznawcze, a zadania transportowe - samochody osobowe i dostawcze. Motocykle M-72, w dużych ilościach, trafiały wtedy na rynek cywilny.

## Opis
Napęd stanowił silnik gaźnikowy, 4-suwowy, dolnozaworowy, 2-cylindrowy w układzie bokser, o pojemności 746 cm³. Rozwijał moc 22 KM przy 3000 obr./min. Średnica cylindra wynosiła 78 mm, skok tłoka 78 mm, a stopień sprężania 5,5. Skrzynia biegów była czterobiegowa, sprzęgło suche dwudyskowe. Napędzane było tylko tylne koło motocykla. Opony miały rozmiar 3,75×19.
W 1944 motocykle produkowano w GMZ zmodernizowano, wprowadzając dwudyskowe sprzęgło, grubsze 4-milimetrowe szprychy i zmieniając przełożenie przekładni głównej z 3,86 na 4,62

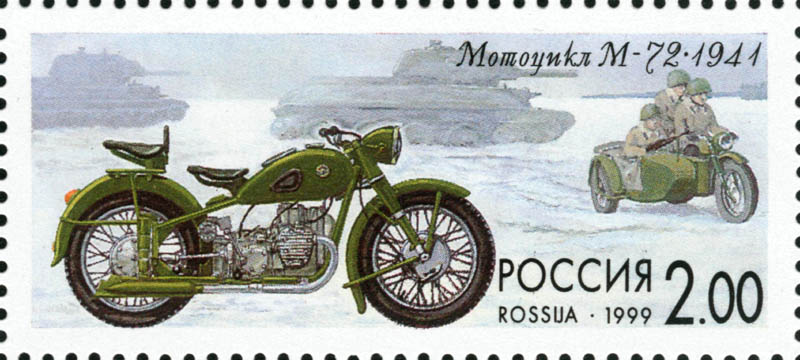